# Ои (лёгкий крейсер)
«Торпедный крейсер» «Ои» (яп. 大井) — японский лёгкий крейсер типа «Кума». В 1941 году перестроен в «торпедный крейсер» с десятью 610-мм четырёхтрубными торпедными аппаратами и имел наиболее сильное торпедное вооружение из всех кораблей мира до августа 1942 года, наряду со вторым японским «торпедным крейсером» Китаками. Участвовал во Второй мировой войне.

## История
«Торпедный крейсер» «Ои», изначально крейсер типа Кума — развитие лёгких крейсеров типа «Тэнрю» и они должны были строиться по большой кораблестроительной программе «8 на 4» 1917 года. Планировали построить шесть 3500-тонных «лидеров» взяв за основу проект крейсера «Тацута» (с увеличением числа 140-мм орудий с четырёх до пяти) и три 7200-тонных крейсера-разведчика класса «А» (впоследствии превращены в тяжёлые крейсера типа «Аоба»). Но в 1918 году, после известий о начале строительства в США 8000-тонных лёгких крейсеров типа «Омаха» от лидеров решили отказаться, а вместо них разработать усреднённый проект крейсера-разведчика водоизмещением 5500 т, способный выполнять обязанности лидера эсминцев, вести разведку и противостоять американским «Омахам».
Первыми крейсерами-разведчиками класса «B» стали пять лёгких крейсеров типа «Кума». Они заложены в 1918—1919 годах по бюджетам 1917—1918 и 1918—1919 финансовых годов. Проект разработал капитан 1-го ранга Хирага на основе крейсера «Тацута», но ушёл от него дальше, чем предполагал вначале. Количество 140-мм орудий увеличил с четырёх до семи, дальность плавания — с 6000 до 9000 миль, а мощность тубин — с 51 000 до 90 000 л. с. Японские моряки отказались от возвышенного расположения артиллерии, разместив все щитовые 140-мм установки на одном уровне палубы полубака. Из-за этого в нос и в корму могли стрелять лишь по три орудия, а на каждый борт — по шесть. Но у американских «Омах» орудия также расположены не лучше и из двенадцати орудий в нос и в корму могли стрелять шесть, а на борт — восемь пушек. ...
В основу проекта 5500-тонного крейсера легли чертежи «Tэнрю». Рост водоизмещения ушел на увеличение мощности с 51 000 до 90 000 л. с., из-за чего скорость увеличена до 36 узлов. Такая мощность заставила перейти от трех валов к четырем. Количество котлов увеличено до 12, как и на Тэнрю, два со смешанным отоплением от нефти и угля.
Дополняли основную артиллерию две 76-мм зенитных пушки и четыре спаренных 533-мм торпедных аппарата, стоявших побортно. Кроме того, крейсера могли принимать мины .
Из восьми запланированных для постройки по программе «8 — 4» крейсеров по первоначальному проекту построили пять (тип «Кума»), еще три усовершенствованного типа "«Нaгара» .
Сначала крейсера типа «Кума» с 533-мм торпедными аппаратами, но когда появились торпеды калибра 610 мм, на крейсера установили 610-мм торпедные аппараты тип 8. В 1930-е годы на крейсерах поставили авиационные катапульты (в войну сняты) и усилено зенитное вооружение. Длина крейсеров типа «Кума» — 162 метра (м), ширина по миделю — 14 м, осадка — 4,8 м. Стандартное водоизмещение — 5603 тонн (т), полное — 7094 т. На кораблях типа «Кума» по 12 котлов Канпон со смешанным угольно-нефтяным отоплением и по 4 паровых турбины, приводивших четыре гребных винта. Суммарная мощность тубин 90 000 л. с. Скорость 36 узлов. Расчетная дальность 15-узловым ходом 5000 миль. Экипаж 450 человек.
В 1935—1938 годах на всех крейсерах типа Кума котлы смешанного отопления перевели на нефть и для улучшения остойчивости уменьшили «верхний» вес, кроме того, в корпусе уложили 103—200 т твердого балласта (и 202—289 т жидкого балласта принимали в пространство между двойного дна). Полное водоизмещение ккораблей приблизилось к 8000 тоннам, а скорость упала до 32 узлов.
Самая большая доработка на крейсерах типа «Кума» в предвоенные годы — перестройка крейсеров «Китаками» и «Ои» в «торпедные крейсера». В 1936 году Генеральный штаб флота разработал план, по которому нейтрализовать численно превосходящий американский флот можно было ночной атакой с широким использованием новых дальнобойных и мощных торпед типа 93, а днем в сражение с ослабленным американским флотом вступили бы уже крупные артиллерийские корабли. Первыми торпедной удар, по этому плану, должны были наносить тяжелые крейсера класса «А», которые могли пробить бреши американском флоте. Через бреши в атаку на крупные корабли американцев должны были выйти лёгкие крейсера и эсминцы. По этому плану два лёгких крейсера предлагалось вооружить минимум десятью четырехтрубными торпедными аппаратами. Два крейсера, выпустив 40 торпед, могли сделать, по мнению офицеров Генерального штаба флота большие прорехи в боевом порядке флота США. Тактика ночного боя не оправдалась по одной причине — американцы избегали сражаться в темное время до появления на кораблях РЛС. РЛС превратили планы массированых торпедных ударов ночью в неосуществимые. «Торпедные крейсера» японцам не пригодились. Во время Второй мировой войны на всех крейсерах типа «Кума» усилили и стандартизировали зенитное вооружение, на них также поставили РЛС № 21.
В 1941 году «Kитаками» и «Oи» перестроены (Китаками — в Сасебо, Ои — в Майдзуру) и превращены в «торпедные крейсера». Переоборудование в замене вооружения на 4×2 127-мм артустановки, 4×2 25-мм зенитных автоматических установки и 11 (по пять на каждый борт и один в диаметральной плоскости) счетверенных 610-мм ТА для стрельбы известными «длинными копьями» — кислородными торпедами типа 93.
Первоначально предполагали превратить в «торпедные крейсера» три корабля — «Kитаками», «Oи» и «Kисо». Нехватка 127-мм спаренных артустановок и 610-мм аппаратов — причина отказа от переоборудования «Kисо», а на двух остальных крейсерах объем работ сокращен — оставили носовую четверку 140-мм пушек, а количество устанавливаемых аппаратов сократили с 11 до 10 (отказались от аппарата в диаметральной плоскости).
Для побортного размещения тяжелыых торпедных аппаратов на длине примерно 60 м (от полубака до кормовой переборки машинного отделения) палубу расширили спонсонами до 17,5 м. Вооружение дополнили 2 спаренных 25-мм зенитных установки.
«Торпедные крейсера» «Ои» и «Китаками» в начале Второй мировой в нападении на Пирл-Харбор не участвовали, а в мае 1942 года в связи с планировавшимся вторжением на атолл Мидуэй вошли в соединение прикрытия вице-адмирала Такасу — линкоры «Хьюга» (флагманский), «Исэ», «Фусо» и «Ямасиро», легкие крейсера «Китаками» и «Ои» и 12 эсминцев, которое было направлено в район Алеутских островов.
Его задачей было прикрытие десантных соединений, нацеленных на острова Кыска и Атту. Эта операция по сути была диверсией, которая должна была облегчить действия на направлении главного удара, отвлекая часть ВМС США в район Алеутских островов. 6—7 июня японцы оккупировали острова Кыска и Атту, не встретив сопротивления. Но после провала Мидуэйской операции это уже не имело большого стратегического смысла, а удержание захваченных территорий было лишь бесполезной тратой материальных и людских ресурсов.
После битвы у Мидуэй 4 июня 1942 года японский флот реорганизован и 9-я крейсерская эскадра («Китаками», «Ои») приписана к 1-му флоту. Оба крейсера действовали в юго-западной части Тихого океана, перевозя войска и сопровождая конвои. После участия в десанте на Филиппины оба решили переоборудовать в скоростные транспорты для использования в водах Новой Гвинеи и у Сингапура.
В августе — сентябре 1942 года он переоборудован — число торпедных аппаратов сократили до шести (6×4), а освободившееся пространство использовали для размещения двух десантных катеров типа Дайхацу. Одновременно увеличено число 25-мм автоматов (стало 2×3 и 2×2), в корме установили бомбосбрасыватель и 18 глубинных бомб. Позже количество 25-мм автоматических зениток увеличили до 28 (впоследствии — до 36).
«Oи» 19 июля 1944 года потоплен к югу от Гонконга американской подводной лодкой "Флэшэр.

## Характеристики
Стандартное водоизмещение: 5780 т, полное водоизмещение: 7800 т;
Длина: 162,1 метра (м) (наибольшая), 158,5 м (по ватерлинии), 152,4 м (между перпендикулярами);
Ширина: 14,25 м; 17,5 м наибольшая после 1941 года;
Осадка: 4,8 м (средняя) до 1941 года; 5,4—5,6 м после 1941 года;
Энергетическая установка: 4 турбины «Гихон», 12 котлов «Кампон», 4 вала;
Мощность: 90 000 л. с.;
Скорость хода — 36—23,4 узла;
Запас топлива: 350 т угля + 700 т (максимально 1150 т) нефти (1600 т);
Дальность плавания: 9000 миль на 10 узлах, 6000 миль на 14 узлах;
Броневая защита: броневая палуба — 32 мм, Броневой пояс — 64 мм, боевая рубка — 51 мм;
Артиллерийское вооружение: 7 140-мм пушек, 2 76-мм зенитных пушки, 2 13,2-мм зенитных пулемета; с 1941 года — 4 140-мм, 2×2 25-мм; с сентября 1942 года — 2×2 127-мм универсальных установки, 2×3 и 2×2 25-мм (впоследствии 28—36 25-мм);
Минно-торпедное вооружение: 4 2-х трубных 533-мм ТА, 80 мин; с 1941 года — 10×4 610-мм ТА; с сентября 1942 года — 6×4 610-мм ТА;
Авиационное вооружение: 1 самолет и 1 самолётная катапульта до 1941 года;
Экипаж: 439 офицеров и матросов.

### на русском языке
- А. Дашьян. Корабли Второй мировой войны. ВМС Японии. Часть 1. Крейсера. Легкие крейсера типа «Kuma»
- Михайлов А. А. Лёгкие крейсера Японии. 1917-1945 гг. — Санкт-Петербург, 2005. — 120 с.. Историко-культурный центр АНО «ИСТФЛОТ» Самара. Издатель Р. Р. Муниров. (Боевые корабли мира). ISBN 5-98830-013-1
- С. В. Иванов. Легкие крейсера Японии (Война на море-25)

### на английском
- Eric Lacroix, Linton Wells II. Japanese cruisers of the Pacific war. — Annapolis, MD: Naval Institute Press, 1997. — 882 с. — ISBN 1-86176-058-2.